# Michel Goba
Michel Goba (Abiyán, Costa de Marfil, 8 de agosto de 1961) es un exfutbolista de Costa de Marfil que jugaba en la posición de delantero centro. Es tío del también futbolista Didier Drogba.

## Carrera

### Club
| Periodo   | Club                   |
| --------- | ---------------------- |
| 1980-1982 | Africa Sports National |
| 1982-1983 | Brest                  |
| 1983-1984 | AS Angoulême           |
| 1984-1985 | USL Dunkerque          |
| 1985      | RCFC Besançon          |
| 1986-1989 | USL Dunkerque          |
| 1989-1990 | SC Abbeville           |

### Selección nacional
Jugó para Costa de Marfil en cuatro ocasiones de 1980 a 1989 y participó en dos ediciones de la Copa Africana de Naciones.

## Logros
- Copa de Costa de Marfil (1): 1981
- Coupe Houphouët-Boigny (1): 1981